# From a Distance
Het lied From a Distance werd in 1985 geschreven door de Amerikaanse singer/songwriter Julie Gold, die destijds in New York werkte en in haar vrije tijd teksten schreef. Haar vriendin Christine Lavin zorgde ervoor dat de tekst in handen kwam van Nanci Griffith, die het opnam op haar album Lone Star State of Mind uit 1987. Deze vertolking werd snel populair bij de fans, maar de echte doorbraak kwam toen het lied in 1990 door Bette Midler werd opgenomen op haar album Some People's Lives. 
Deze versie won in 1991 een Grammy Award voor Song of the Year. Midler nam het lied in 2006 opnieuw op voor haar kerstalbum Cool Yule. Het lied is ook door vele andere artiesten uitgevoerd, waaronder Gold zelf, Simon Nicol en Cliff Richard.
De populariteit van het lied viel samen met de eerste Golfoorlog en vormde volgens het Amerikaanse ministerie van defensie een bron van hoop en inspiratie voor de troepen. Het ontving daarvoor een Minute Man Award van het leger en een Seven Seals Award van het ministerie.
De versie van Nanci Griffith werd ook gebruikt als 'wekker' voor de astronauten aan boord van de Spaceshuttle, voor wie de tekst een speciale betekenis moet hebben gehad. 

## Interpretaties
Er bestaan verschillende interpretaties van de tekst. Het lied beschrijft hoe de aarde er van een afstand uitziet, mooi en vredig. Die afstand geeft een incorrect beeld van de werkelijkheid. Niettemin is er de boodschap dat er nog altijd hoop bestaat op vrede en liefde. God kijkt immers naar ons. 
Een andere interpretatie is dat die vrede en liefde alleen bestaan op een afstand. God handelt niet, maar kijkt alleen toe.
Hij bevindt zich op grote afstand van de mensheid en ziet de ellende in de wereld niet. In die betekenis is er juist minder uitzicht op hoop en vrede. De mensheid zal de problemen zelf moeten zien op te lossen. In de woorden van wijlen president John F. Kennedy: 'Op aarde moet Gods werk waarlijk ons werk zijn.'

## NPO Radio 2 Top 2000
| Nummer met noteringen in de NPO Radio 2 Top 2000 | '99 | '00 | '01 | '02  | '03 | '04 | '05 | '06  | '07 | '08 | '09  | '10  | '11  |
| ------------------------------------------------ | --- | --- | --- | ---- | --- | --- | --- | ---- | --- | --- | ---- | ---- | ---- |
| From a Distance (Bette Midler)                   | 652 | 773 | 834 | 1063 | 847 | 756 | 721 | 1086 | 928 | 869 | 1650 | 1395 | 1813 |

1. ↑  Een vetgedrukt getal geeft de hoogste notering aan.
2. ↑  Deze tabel is bijgewerkt tot en met de laatste editie (2024).